# Olympische Sommerspiele 2016/Teilnehmer (Burkina Faso)
| Gelbes Symbol für Goldmedaillen mit stilisierten Olympischen Ringen | Graues Symbol für Silbermedaillen mit stilisierten Olympischen Ringen | Braundes Symbol für Bronzemedaillen mit stilisierten Olympischen Ringen |
| ------------------------------------------------------------------- | --------------------------------------------------------------------- | ----------------------------------------------------------------------- |
| —                                                                   | —                                                                     | —                                                                       |

Burkina Faso nahm in Rio de Janeiro an den Olympischen Spielen 2016 teil. Es war die insgesamt neunte Teilnahme an Olympischen Sommerspielen. Insgesamt nominierte das Comité National Olympique et des Sports Burkinabè fünf Athleten in drei Sportarten.

## Teilnehmer nach Sportarten

### Judo
| Athleten      | Wettbewerb  | 1. Runde  | 1. Runde    | 2. Runde      | 2. Runde      | Viertelfinale | Viertelfinale | Halbfinale / Trostrunde | Halbfinale / Trostrunde | Finale / Platz 3 | Finale / Platz 3 | Rang |
| Athleten      | Wettbewerb  | Gegner    | Ergebnis    | Gegner        | Ergebnis      | Gegner        | Ergebnis      | Gegner                  | Ergebnis                | Gegner           | Ergebnis         | Rang |
| ------------- | ----------- | --------- | ----------- | ------------- | ------------- | ------------- | ------------- | ----------------------- | ----------------------- | ---------------- | ---------------- | ---- |
| Männer        |             |           |             |               |               |               |               |                         |                         |                  |                  |      |
| Rachid Sidibe | über 100 kg | I. Khammo | 000s0:100s0 | ausgeschieden | ausgeschieden | ausgeschieden | ausgeschieden | ausgeschieden           | ausgeschieden           | ausgeschieden    | ausgeschieden    | 17   |

### Leichtathletik
Laufen und Gehen 
| Athleten     | Wettbewerb   | Runde 1 | Runde 1 | Halbfinale    | Halbfinale    | Finale        | Finale        | Rang |
| Athleten     | Wettbewerb   | Zeit    | Rang    | Zeit          | Rang          | Zeit          | Rang          | Rang |
| ------------ | ------------ | ------- | ------- | ------------- | ------------- | ------------- | ------------- | ---- |
| Frauen       |              |         |         |               |               |               |               |      |
| Marthe Koala | 100 m Hürden | 13,41 s | 43      | ausgeschieden | ausgeschieden | ausgeschieden | ausgeschieden | 43   |

 Springen und Werfen 
| Athleten             | Wettbewerb | Qualifikation | Qualifikation | Finale        | Finale        | Rang |
| Athleten             | Wettbewerb | Weite/Höhe    | Rang          | Weite/Höhe    | Rang          | Rang |
| -------------------- | ---------- | ------------- | ------------- | ------------- | ------------- | ---- |
| Männer               |            |               |               |               |               |      |
| Hugues Fabrice Zango | Dreisprung | 15,99 m       | 34            | ausgeschieden | ausgeschieden | 34   |

### Schwimmen
| Athleten           | Wettbewerb    | Vorlauf | Vorlauf | Halbfinale    | Halbfinale    | Finale        | Finale        | Rang |
| Athleten           | Wettbewerb    | Zeit    | Rang    | Zeit          | Rang          | Zeit          | Rang          | Rang |
| ------------------ | ------------- | ------- | ------- | ------------- | ------------- | ------------- | ------------- | ---- |
| Frauen             |               |         |         |               |               |               |               |      |
| Angelika Ouedraogo | 50 m Freistil | 29,44 s | 67      | ausgeschieden | ausgeschieden | ausgeschieden | ausgeschieden | 67   |
| Männer             |               |         |         |               |               |               |               |      |
| Thierry Sawadogo   | 50 m Freistil | 26,38 s | 67      | ausgeschieden | ausgeschieden | ausgeschieden | ausgeschieden | 67   |